# 白濱香
白濱香（1878年3月23日—1992年6月16日），是日本宮崎縣的超級人瑞。
出生於鹿兒島縣鹿兒島郡櫻島，1913年移居到宮崎縣。1987年3月2日，當時日本在世最年長者竹原關逝世後，成為日本在世最年長者，她也是最後一個未滿110歲成為日本在世最年長者。
她於1992年6月16日上午8點在宮崎縣的家中逝世，享年114岁85天，她是第一個活到114歲的日本人。最初，泉重千代被認定為日本最年長紀錄的保持者；但由於泉重千代的出生時間存在爭議而被除名，白濱香便成為了日本最年長紀錄的保持者。